# ابوسعد نیشابوری
ابوسعد عبدالملک بن محمد بن ابراهیم خرگوشی نیشابوری، صوفی، عارف مسلمان، نویسنده و دانشمند شافعی مذهب در سده چهارم هجری قمری بود.
تاریخ تولدش معلوم نیست، اما می‌توان حدس زد که پیش از سال ۳۲۱ هجری بوده باشد. نسبتش به کوی یا محله خرگوش در نیشابور قدیم می‌رسد. پدرش، ابوعثمان محمد، که از مشایخ روایت او نیز بوده‌است، از زهاد و عباد صوفیه به‌شمار می‌رفته‌است، و از همین روی از ابوسعد با عبارت «زاهد بن زاهد» یاد کرده‌اند. وی در سال ۴۰۷ هجری قمری در نیشابور در گذشت.
وی مؤسس اولین بیمارستان عمومی در نیشابور نیز بوده‌است.

## آثار
- تهذیب‌الاسرار فی طبقات الاخیار
- الاشاره و العباره
- البشاره و النداره فی تعبیر الرویا و المراقبه
- شرف النبی
- مناحل الشفا ومناهل الصفا